# William C. Gorgas
William Crawford Gorgas (født 3. oktober 1854, død 3. juli 1920) var en amerikansk militærlæge.
Gorgas er blevet verdensberømt for sit arbejde mod den gule feber. I 1901 befriede han Habana for feberen, idet han fandt ud af, at smittebæreren var en bestemt flue, og fik denne udryddet. I 1905 påbegyndte han et arbejde mod den gule feber i Panamadistriktet, og inden årets udgang havde han nedkæmpet feberplagen. Senere har Gorgas i Sydafrika og Sydamerika udrettet store arbejder for bekæmpelsen af den gule feber.